# Sargenroth
Sargenroth település Németországban, Rajna-vidék-Pfalz tartományban. Lakosainak száma 424 fő (2023. december 31.). Sargenroth Belgweiler, Bad Sobernheim, Mengerschied, Riesweiler, Tiefenbach, Holzbach és Ravengiersburg községekkel határos.

## Népesség
A település népességének változása:
| Lakosok száma | 452  | 444  | 434  | 428  | 473  | 424  |
|               | 1975 | 2017 | 2019 | 2021 | 2022 | 2023 |